# Heuréka – město divů
Heuréka – město divů (v anglickém originále Eureka) je americký televizní vědecko-fantastický televizní seriál natáčený americkou společností NBC Universal Television a vysílaný kabelovou televizí Syfy a na kanálu SciFi.com. Ve Velké Británii je seriál vysílán pod názvem A Town Called Eureka. V České republice vysílá seriál stanice Prima Cool.

## Děj
Městečko Heuréka, skryté v pustinách amerického středozápadu, střeží desítky tajemství. Jako přísně tajný projekt ho dala vybudovat americká vláda, aby zde soustředila nejlepší mozky planety. V laboratořích zdejších vědců jako by přestávaly platit běžné fyzikální zákony, díky jejich experimentům se rodí slibné technologie budoucnosti. Občas tu ovšem dochází i k vážným nehodám, čas od času se tu projevují anomálie, nad kterými lidský rozum zůstává v rozpacích. S tím vším si bude muset umět poradit nový městský šerif Jack Carter, jeden z hrdinů našich příběhů.

## Obsazení
| Herec/herečka              | Postava         |
| -------------------------- | --------------- |
| Colin Ferguson             | Jack Carter     |
| Salli Richardson-Whitfield | Allison Blake   |
| Jordan Hinsonová           | Zoe Carter      |
| Joe Morton                 | Henry Deacon    |
| Ed Quinn                   | Nathan Stark    |
| Debrah Farentino           | Beverly Barlowe |
| Matt Frewer                | Jim Taggart     |
| Erica Cerra                | Jo Lupo         |
| Neil Grayston              | Douglas Fargo   |
| Chris Gauthier             | Vincent         |
| Shayn Solberg              | Spencer         |
| Felicia Day                | Holly Marten    |

## Řady a díly
| Řada | Díly | Premiéra v USA    | Premiéra v USA    | Premiéra v ČR  | Premiéra v ČR    |
| Řada | Díly | První díl         | Poslední díl      | První díl      | Poslední díl     |
| ---- | ---- | ----------------- | ----------------- | -------------- | ---------------- |
| 1    | 12   | 18. července 2006 | 3. října 2006     | 2. dubna 2009  | 25. června 2009  |
| 2    | 13   | 10. července 2007 | 2. října 2007     | 15. září 2009  | 8. prosince 2009 |
| 3    | 18   | 29. července 2008 | 18. září 2009     | 9. března 2010 | 7. dubna 2010    |
| 4    | 21   | 9. července 2010  | 6. prosince 2011  | 25. září 2011  | 8. září 2012     |
| 5    | 13   | 16. dubna 2012    | 16. července 2012 | 9. září 2012   | 21. října 2012   |